# Индустријска зона Фелтрина Норд (Тревизо)
Индустријска зона Фелтрина Норд је насеље у Италији у округу Тревизо, региону Венето.
Према процени из 2011. у насељу је живело 18 становника. Насеље се налази на надморској висини од 84 м.